# UFC Fight Night: Lineker vs. Dodson
UFC Fight Night: Lineker vs. Dodson（ユーエフシー・ファイトナイト：リネカー・バーサス・ドッドソン、別名UFC Fight Night 96）は、アメリカ合衆国の総合格闘技団体「UFC」の大会の一つ。2016年10月1日、オレゴン州ポートランドのモダ・センターで開催された。

## 大会概要
本大会ではジョン・リネカーとジョン・ドッドソンによるバンタム級戦が組まれた。
Superior Challengeライトヘビー級王者ヨアキム・クリステンセン、キャリア6戦全勝のケトレン・ヴィエイラがUFCデビュー。

## 試合結果

### アーリープレリム
第1試合 女子バンタム級 5分3R
○  ケトレン・ヴィエラ vs.  ケリー・ファゾルス ×
3R終了 判定2-1（28-29、29-28、29-28）
第2試合 ヘビー級 5分3R
○  カーティス・ブレイズ vs.  コーディ・イースト ×
2R 2:02 TKO（肘打ち連打）
第3試合 ライトヘビー級 5分3R
○  イオン・クテラバ vs.  ジョナサン・ウィルソン ×
3R終了 判定3-0（30-27、30-27、30-27）
第4試合 ミドル級 5分3R
○  ネイサン・マーコート vs.  タムダン・マクローリー ×
2R 4:44 KO（左ハイキック）

### プレリミナリーカード
第5試合 ウェルター級 5分3R
○  エリゼウ・ザレスキ・ドス・サントス vs.  中村K太郎 ×
3R終了 判定3-0（29-28、29-28、29-28）
第6試合 ヘビー級 5分3R
○  シャミル・アブドゥラヒモフ vs.  ウォルト・ハリス ×
3R終了 判定2-1（28-29、29-28、29-28）
第7試合 67.3kg契約 5分3R
○  アンドレ・フィリ vs.  ハクラン・ディアス ×
3R終了 判定3-0（29-28、29-28、29-28）
※ディアスの体重超過によりフェザー級から変更。
第8試合 ライトヘビー級 5分3R
○  エンリケ・ダ・シウバ vs.  ヨアキム・クリステンセン ×
2R 4:43 腕ひしぎ十字固め

### メインカード
第9試合 フライ級 5分3R
○  ブランドン・モレノ vs.  ルイス・スモルカ ×
1R 2:23 ギロチンチョーク
第10試合 ウェルター級 5分3R
○  ザック・オットー vs.  ジョシュ・バークマン ×
3R終了 判定2-1（29-28、28-29、29-28）
第11試合 73.2kg契約 5分3R
○  アレックス・オリベイラ vs.  ウィル・ブルックス ×
3R 3:30 KO（パウンド）
※オリベイラの体重超過によりライト級から変更。
第12試合 61.9kg契約 5分5R
○  ジョン・リネカー vs.  ジョン・ドッドソン ×
5R終了 判定2-1（47-48、48-47、48-47）
※リネカーの体重超過によりバンタム級から変更。

### 各賞
ファイト・オブ・ザ・ナイト：　該当者なし
パフォーマンス・オブ・ザ・ナイト： ブランドン・モレノ、エンリケ・ダ・シウバ、ネイサン・マーコート、カーティス・ブレイズ
各選手にはボーナスとして5万ドルが授与された。

### カード変更
負傷などによるカードの変更は以下の通り。